# 卡贊斯科耶區

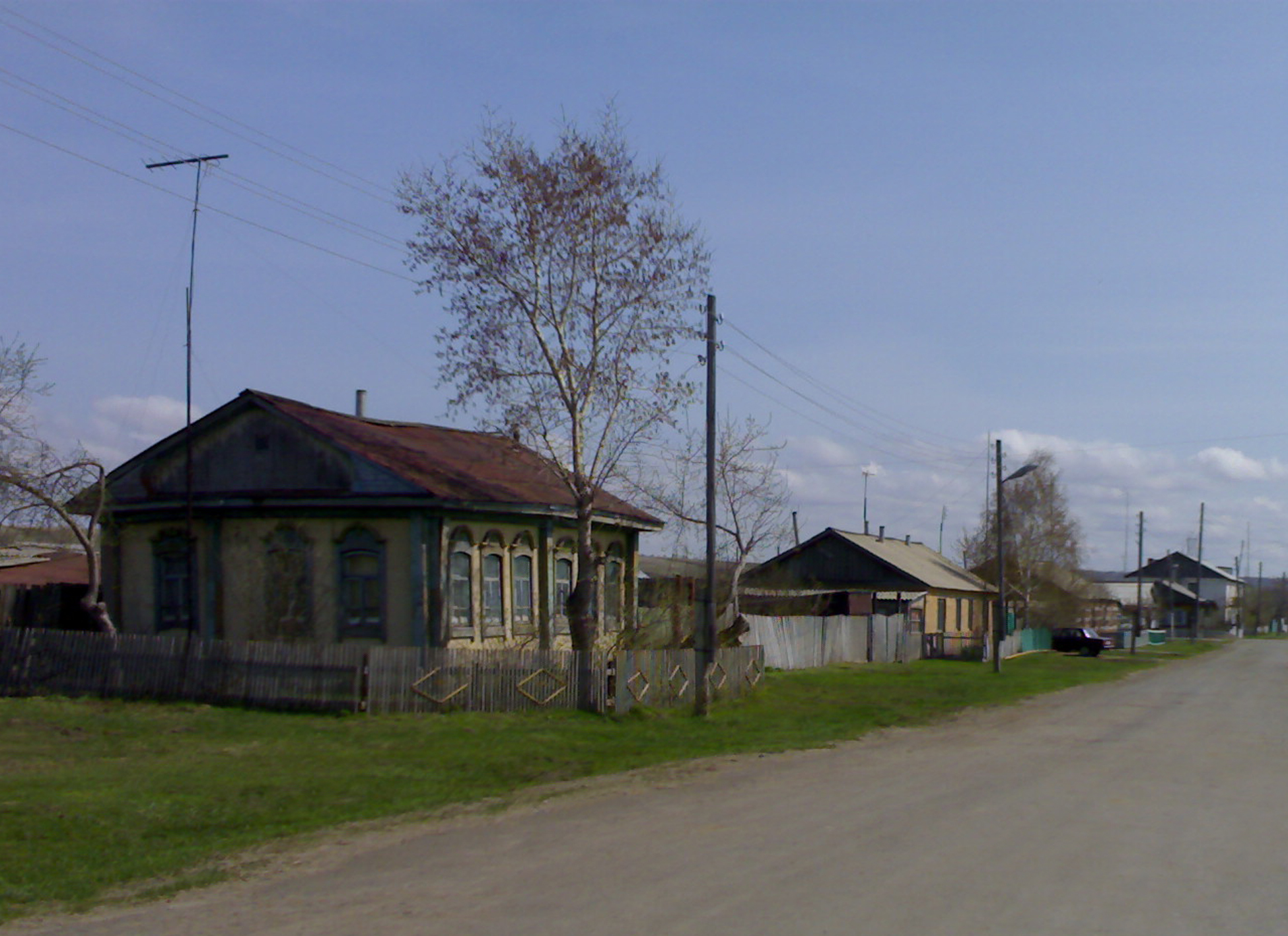

55°39′18″N 69°13′16″E / 55.65500°N 69.22111°E
卡贊斯科耶區（俄语：Казанский район），是俄羅斯的一個區，位於該國南部，由秋明州負責管轄，面積約3,094.5平方公里，2010年該區人口22,490，人口密度為每平方公里7.27人。